# سوتورو (القامشلي)
قوة حماية غوزارتو، وسوتورو، وهي منظمة واحدة، هي ميليشيا إقليمية مقرها في القامشلي، محافظة الحسكة، سوريا، تتألف من أعضاء من الطائفة الآشورية/السريانية المحلية وبعض الطوائف الأرمينية، والتي تأسست بعد اندلاع الحرب الأهلية السورية التي بدأت في عام 2011. وتدعي سوتورو أنها تابعة للجنة السلام المدنية للطائفة السريانية. وتصطف سوتورو القامشلي إلى جانب حكومة بشار الأسد البعثية.

## التاريخ
لا ينبغي الخلط بين سوتورو القامشلي وقوات شرطة سوتورو التي لها نفس الاسم باللغة السريانية، ولكنها تستخدم الترجمة العربية «مكتب الحماية السرياني» ولغة التعبير وشعار مختلف. وترتبط سوتورو بحزب الاتحاد السرياني وادمجت في إدارة الفدرالية الديمقراطية لشمال سوريا.
في فبراير 2013، بدأ فرع القامشلي التابع لسوتوريو عمليات مفتوحة في الحي المسيحي في الوسطى، الواقع بالقرب من وسط المدينة، وله أغلبية آشورية/سريانية، وتوجد فيه أقلية أرمينية كبيرة. وعلى الرغم من أن حزب الاتحاد السرياني كان قد نظمها في البداية، فقد تم بعد ذلك إخضاع ميليشيا القامشلي لسيطرة ما يسمى «لجنة السلام» المؤلفة من عدة منظمات مسيحية من المدينة. وفي وقت قريب، فقد حزب الاتحاد السرياني جميع نفوذه على هذه الجماعة، التي أصبح ينظر إليها العديد من أعضاء حزب الاتحاد السرياني على أنهم يخضعون لسيطرة عملاء الحكومة السورية.
في أواخر عام 2013، أصبح الانقسام بين هذا الفرع وبقية سوتورو واضحا. حاليًا تترجم لفظيًا على أنها «سوتورو» (تشير إلى نفسها بالتناوب «كمكتب الحماية السرياني»)، تبنت الميليشيا في القامشلي شعارًا مختلفًا تمامًا وبدأت بالتأكيد علنًا على هوية مستقلة. وفي نوفمبر، ذكر المكتب الإعلامي في سوتورو القامشلي أنه كان يعمل على وجه الحصر في مدينة القامشلي ولم يكن له فروع في أي مكان آخر، وبالإضافة إلى ذلك، اتهم الميليشيات خارج المدينة بأنها استولت على اسمها؛ وبحلول ديسمبر، كانت الجماعة تنكر بشكل صريح أي اتصال مع حزب الاتحاد السرياني في بياناتها الصحفية. وعلى الرغم من أن سوتورو القامشلي تدعي رسميًا الحياد، فقد أصبحت بالفعل ميليشيا موالية للحكومة. وكثيرًا ما يظهر أعضاء المجموعة بجوار علم الحكومة وصور بشار الأسد في وسائل الإعلام المرئية، وشوهدت الأعلام التي تحمل شعارها المتميز في التجمعات المؤيدة للأسد في القطاع الخاضع لسيطرة الحكومة في المدينة.
لا تزال القامشلي أحد الأماكن الأخيرة في الشمال الشرقي حيث لا تزال القوات الحكومية، بعد دفعها إلى خارج معظم محافظة الحسكة سواء من قبل جماعات المتمردين أو القوات الكردية شبه المستقلة التابعة لوحدات حماية الشعب، تحتفظ ببعض التواجد. ويسيطر الأكراد على الأحياء السكنية الكردية في القامشلي، بينما لا تزال القوات الموالية العربية والآشورية في المناطق العربية والآشورية في الجنوب على التوالي، ومركز المدينة، ومعبر الحدود إلى تركيا، ومطار القامشلي، وقاعدة للجيش في الضواحي الجنوبية. وقد تم تحديد التأكيد على سيطرة موالية على ميليشيا القامشلي بوصفه جهدا محتملا من جانب الحكومة لتعزيز وضعها في المدينة عن طريق توسيع وتقوية حصصها الإقليمية المنكمشة.